# 에어로플라자

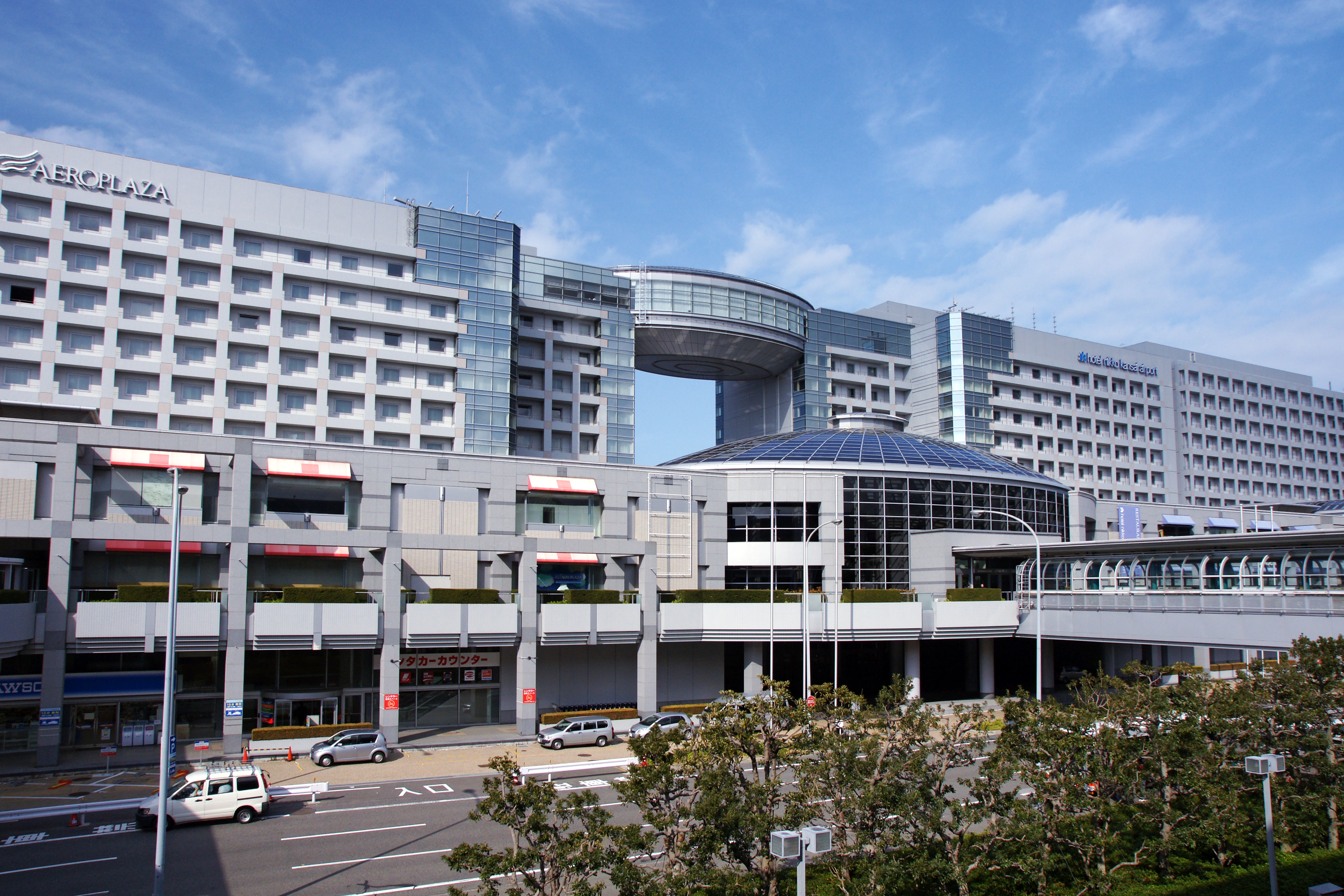

에어로플라자(AEROFLAZA)는 일본의 간사이 국제공항에 마련된 복합 시설로, 피치 항공의 주 사무실로 쓰이고 있다. 위치는 오사카부 이즈미사노시에 자리잡고 있다. 이 건축물은 1995년 6월 24일 개관하여 지상 11층, 지하 1층 규모로 구성되어 있다. 또한 연면적은 65,000m2이다.

## 같이 보기
- 유니버설 스튜디오 재팬
- 간사이 국제공항